# Ashley Purdy
Ashley Purdy (* 28. ledna 1979) je americký hudebník, baskytarista a bývalý člen alternativní rockové skupiny Black Veil Brides, která vznikla v roce 2006. V minulosti byl členem spousty kapel, mezi nejslavnější patří například (( Black Veil Brides )) Stolen Hearts. Od roku 2013 vlastní také módní značku s názvem Ashley Purdy Fashion Inc. 

## Život
Ashley je jedináček. Když mu bylo 22 jeho rodiče zemřeli, oba v roce 2001 ve věku 41 Otec a 43 Matka.
K Black Veil Brides se připojil v roce 2009. V mládí působil také ve skupině Chïldren of the Beast. Jeho nejoblíbenější zpěvák je Dwight Yoakam. Jako skupinu má rád například Skid Row, Guns and Roses a Kiss. Pracuje na grafickém designu, čehož hojně využívá i ve své hudební kariéře. V roce 2019 se rozhodl v klidu odejít z kapely Black Veil Brides, začal sólo kariéru pod svým jménem Ashley Purdy. Vyšlo již několik písní, nejznámější je „Nowhere“.